# Fleur Maxwell
Fleur Maxwell (Dudelange, 5 d'agost de 1988) és una patinadora artística luxemburguesa.

## Biografia
Fleur Maxwell va començar a patinar a l'edat de nou anys, al Club de Patinatge de Remich sud-est de Luxemburg. Va fer el seu debut a nivell internacional júnior, durant la temporada 2002/03. Va participar en els campionats del món júnior en dues ocasions al febrer/març de 2003 a Ostrava (32è) i febrer/març de 2004 a La Haia (18è).
La seva primera vegada a nivell internacional d'alt nivell va començar a la temporada 2004/05 i, durant la seva carrera va participar en vuit Campionats d'Europa de Patinatge Artístic i tres Campionats Mundials de Patinatge Artístic. Les seves millors classificacions són un 14è lloc a Europa el 2005 a Torí i 29a del món d'alt nivell el 2005 a Moscou.
Va aconseguir classificar-se per als Patinatge artístic als Jocs Olímpics d'hivern de 2006 a Torí, on va ocupar el lloc 24è, però no a les dues pròximes Olimpíades de 2010 a Vancouver i el 2014 a Sotxi, probablement a causa del seu abandonament en competicions durant tres anys entre 2007 i 2009. Durant els Jocs de Torí el 2006, va ser l'única esportista luxemburguesa qualificada, pel que va ser el capdavanter del seu país.
Maxwell representa el seu país a múltiples competicions internacionals de segon ordre.

## Palmarès
| Competició/Temporada                             | 2003    | 2004    | 2005    | 2006    | 2007    | 2008    | 2009    | 2010    | 2011    | 2012    | 2013    | 2014    | 2015    |  |
| Jocs Olímpics d'Hivern                           |         |         |         | 24e     |         |         |         |         |         |         |         |         |         |  |
| Campionats Mundials de Patinatge Artístic        |         |         | 29è     |         |         |         |         | 33è     |         | 37è     |         |         |         |  |
| Campionats d'Europa de Patinatge Artístic        |         |         | 14è     | 25è     |         |         |         | 34è     | 22è     | 25è     | 24è     | 33è     | 20è     |  |
| Campionats Mundials de Patinatge Artístic junior | 32è     | 18è     |         |         |         |         |         |         |         |         |         |         |         |  |
|                                                  |         |         |         |         |         |         |         |         |         |         |         |         |         |  |
| Grand Prix ISU                                   | 2002/03 | 2003/04 | 2004/05 | 2005/06 | 2006/07 | 2007/08 | 2008/09 | 2009/10 | 2010/11 | 2011/12 | 2012/13 | 2013/14 | 2014/15 |  |
| Trofeu Éric Bompard                              |         |         |         | 10è     |         |         |         |         |         |         |         |         |         |  |
| Légende :                                        |         |         |         |         |         |         |         |         |         |         |         |         |         |  |

## Galeria

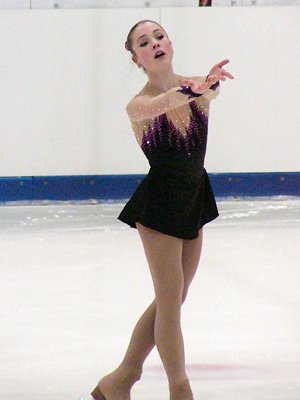
Gran Premi junior d'Alemanya 2004
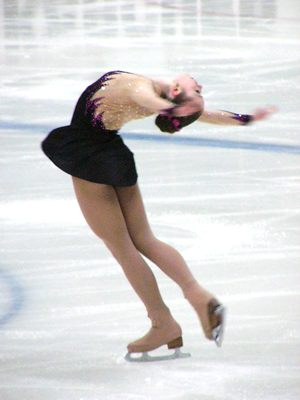
Gran Premi junior d'Alemanya 2004
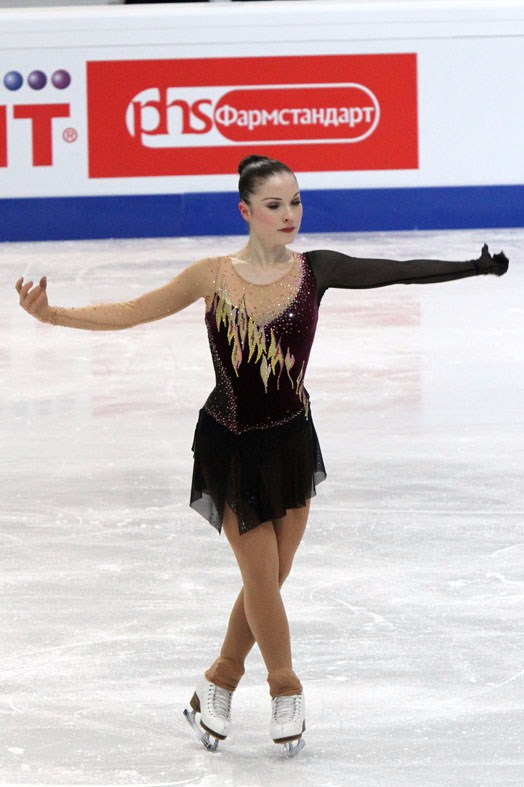
Campionats d'Europa de Patinatge Artístic 2011
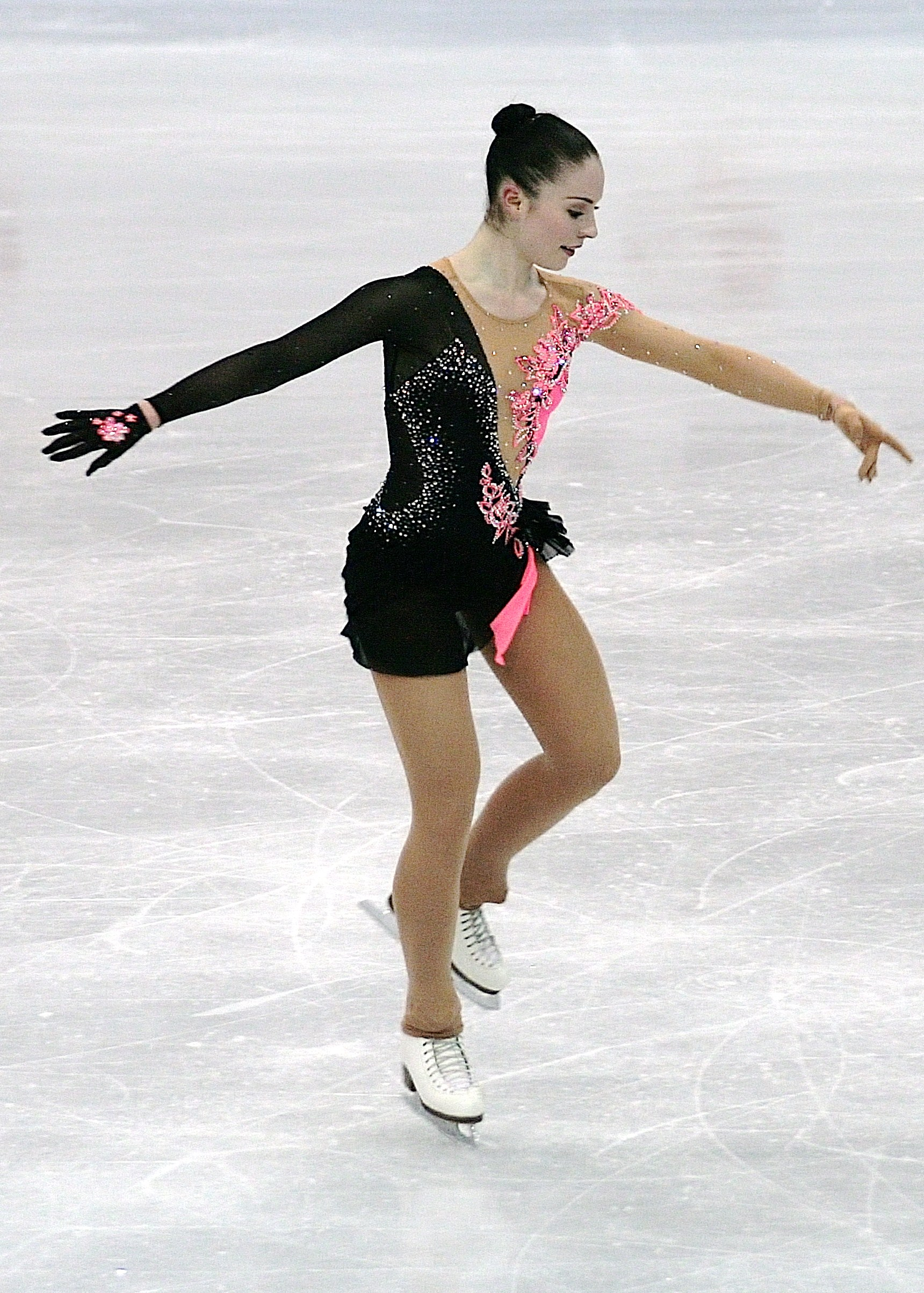
Campionats Mundials de Patinatge Artístic 2012
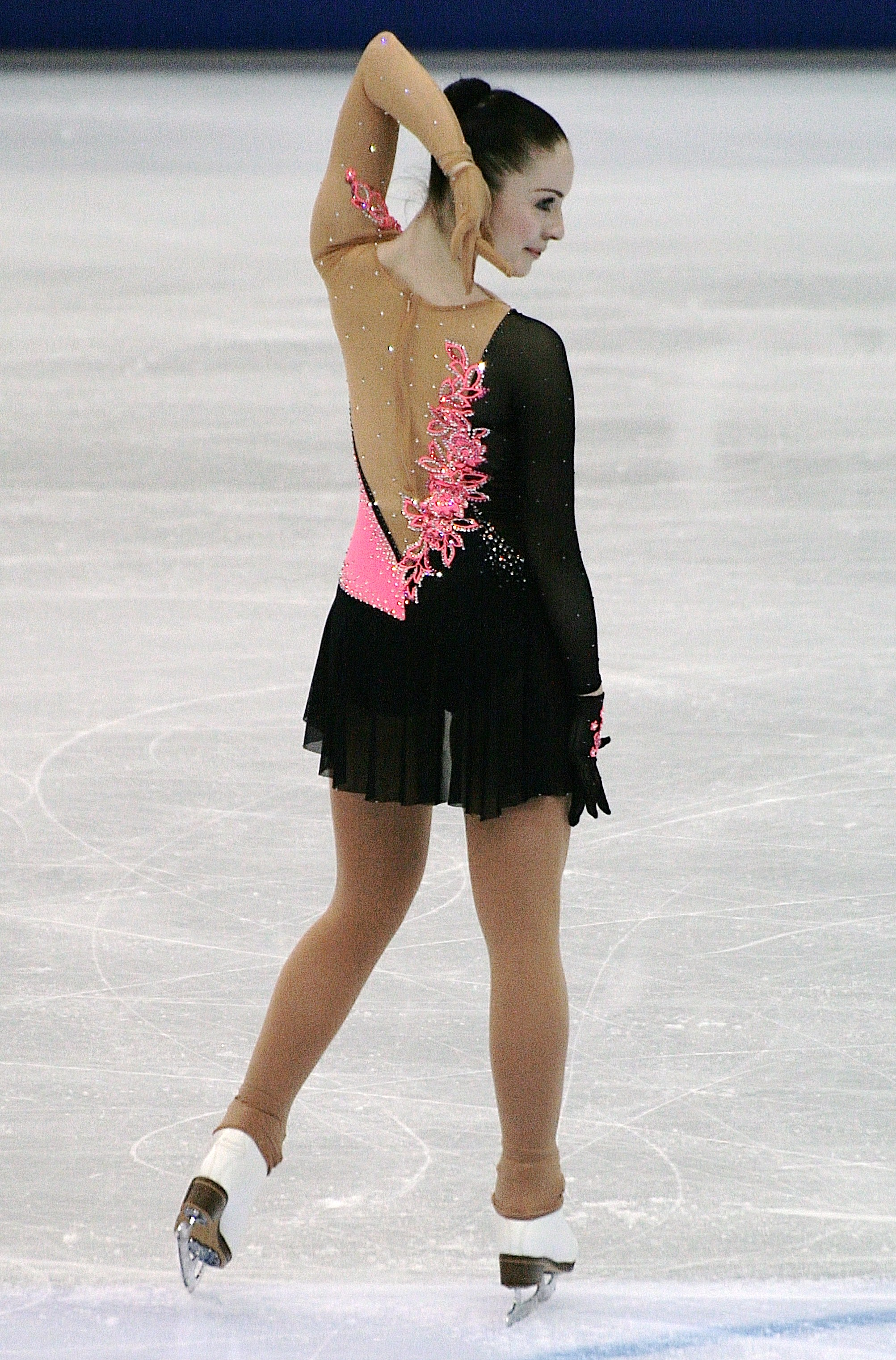
Campionats Mundials de Patinatge Artístic 2012